# 마블 시네마틱 유니버스: 페이즈 4
| 마블 시네마틱 유니버스의 페이즈 |               |               |               |               |               |
| 인피니티 사가                   | 인피니티 사가 | 인피니티 사가 | 멀티버스 사가 | 멀티버스 사가 | 멀티버스 사가 |
| 페이즈 1                        | 페이즈 2      | 페이즈 3      | 페이즈 4      | 페이즈 5      | 페이즈 6      |

마블 시네마틱 유니버스의 페이즈 4(Marvel Cinematic Universe: Phase Four)은 미국의 마블 스튜디오에서 마블 코믹스 작품들을 원작으로 삼아 제작한 슈퍼히어로 영화 시리즈이다. 멀티버스 사가(페이즈 4~페이즈 6)의 첫 번째 페이즈이다.

## 영화 목록
| 영화                                                                           | 개봉일                            | 감독                 | 각본                                                               | 프로듀서                     |
| ------------------------------------------------------------------------------ | --------------------------------- | -------------------- | ------------------------------------------------------------------ | ---------------------------- |
| 블랙 위도우 Black Widow                                                        | 2021년 7월 7일 2021년 7월 9일     | 케이트 쇼틀랜드      | 에릭 피어슨                                                        | 케빈 파이기                  |
| 샹치와 텐 링즈의 전설 Shang-Chi and the Legend of the Ten Rings                | 2021년 9월 1일 2021년 9월 3일     | 데스틴 대니얼 크레턴 | 데이브 캘러햄 & 데스틴 대니얼 크레턴 & 앤드류 랜험                 | 케빈 파이기, 조나단 슈워츠   |
| 이터널스 Eternals                                                              | 2021년 11월 3일 2021년 11월 5일   | 클로이 자오          | 클로이 자오, 클로이 자오 & 패트릭 벌리 라이언 피르포 & 카즈 피르포 | 케빈 파이기, 네이트 무어     |
| 스파이더맨: 노 웨이 홈 Spider-Man: No Way Home                                 | 2021년 12월 15일 2021년 12월 17일 | 존 와츠              | 크리스 맥켄나, 에릭 소머스                                         | 케빈 파이기, 에이미 파스칼   |
| 닥터 스트레인지: 대혼돈의 멀티버스 Doctor Strange in the Multiverse of Madness | 2022년 5월 4일 2022년 5월 6일     | 샘 레이미            | 마이클 월드론                                                      | 케빈 파이기                  |
| 토르: 러브 앤 썬더 Thor: Love and Thunder                                      | 2022년 7월 8일                    | 타이카 와이티티      | 타이카 와이티티, 제니퍼 케이틴 로빈슨                              | 케빈 파이기, 브래드 윈더바움 |
| 블랙 팬서: 와칸다 포에버 Black Panther: Wakanda Forever                        | 2022년 11월 11일                  | 라이언 쿠글러        | 라이언 쿠글러 & 조 로버트 콜                                       | 케빈 파이기                  |

## 텔레비전 시리즈 목록
- 완다비전
- 팔콘과 윈터 솔져
- 로키 (시즌 1)
- 왓 이프...? (시즌 1)
- 호크아이
- 문나이트
- 미즈 마블
- 변호사 쉬헐크
- 웨어울프 바이 나이트
- 가디언즈 오브 갤럭시 홀리데이 스페셜